# Kommunbrauhaus (Unfinden)

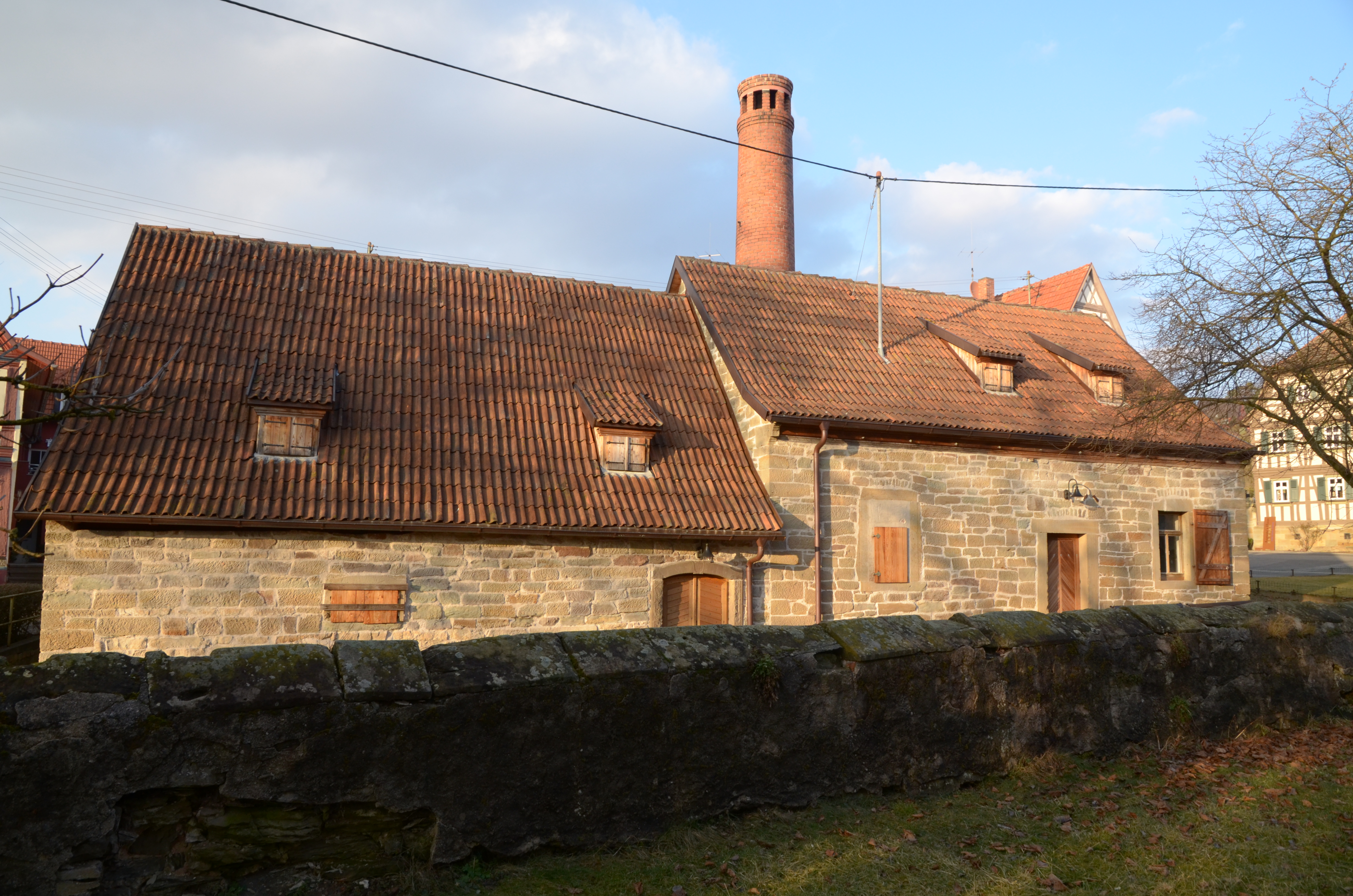
Ehemaliges Kommunbrauhaus in Unfinden

Das Kommunbrauhaus in Unfinden, einem Stadtteil von Königsberg in Bayern im unterfränkischen Landkreis Haßberge, wurde 1833 errichtet. Das ehemalige Kommunbrauhaus mit der Adresse Zum Brauhaus 1, direkt neben der evangelisch-lutherischen Bonifatiuskirche, ist ein geschütztes Baudenkmal. 
Die zweiteilige, eingeschossige und traufständige Baugruppe mit Quadermauerwerk aus Sandstein hat ein Satteldach. Das Bierbrauen im Kommunbrauhaus wurde im Jahr 1956 eingestellt.
Die denkmalgerechte Renovierung wurde 2008 mit dem Bayerischen Denkmalpflegepreis ausgezeichnet. Der Braubetrieb wurde daraufhin wieder aufgenommen.  